# مايكل هاغا
مايكل هاغا (بالنرويجية البوكمول: Michael Haga)‏ هو لاعب هوكي الجليد نرويجي، ولد في 10 مارس 1992 في أسكر في النرويج.

## وصلات خارجية
- مايكل هاغا على موقع EliteProspects.com (الإنجليزية)
- مايكل هاغا على موقع Eurohockey.com (الإنجليزية)
- مايكل هاغا على موقع HockeyDB.com (الإنجليزية)